# Lacazia
Lacazia är ett släkte av svampar. Lacazia ingår i ordningen Onygenales, klassen Eurotiomycetes, divisionen sporsäcksvampar och riket svampar.
|         | Onygenaceae                     |
|         |                                 |
|         | Gymnoascaceae                   |
|         |                                 |
|         | Arthrodermataceae               |
|         |                                 |
|         | Ajellomycetaceae                |
|         |                                 |
| Lacazia | \| \| Lacazia loboi \| \| \| \| |
|         | \| \| Lacazia loboi \| \| \| \| |
|         | Arthropsis                      |
|         |                                 |
|         | Apinisia                        |
|         |                                 |
|         | Myceliophthora                  |
|         |                                 |
|         | Arachnotheca                    |
|         |                                 |
|         | Lacazia loboi                   |
|         |                                 |

|  | Lacazia loboi |
|  |               |